# Elena Ledda
Elena Ledda (Selargius, de la isla de Cerdeña, de Italia, 17 de mayo de 1959) es una cantante italiana en lengua sarda.

## Trayectoria artística
Nacida en Selargius, cerca de Cagliari. Estudió oboe y canto en el conservatorio. Ledda tiene una voz de soprano dramática adecuada para la ópera pero se decantó por el canto folclórico de su Cerdeña natal, centrando su carrera artística principalmente en ese género de música. Trabajó con la Cooperativa Teatro de Cerdeña durante los últimos años de la década de 1970. Ha realizado giras y sus grabaciones han tenido eco en el género de la denominada "world music".

## Discografía
- Ammentos (1979)
- Is Arrosas (1984)
- Incanti Dunya (1993)
- Maremannu (2000)
- Amargura (2005)
- Rosa Resolza (2007) con Andrea Parodi